# Avenue Q

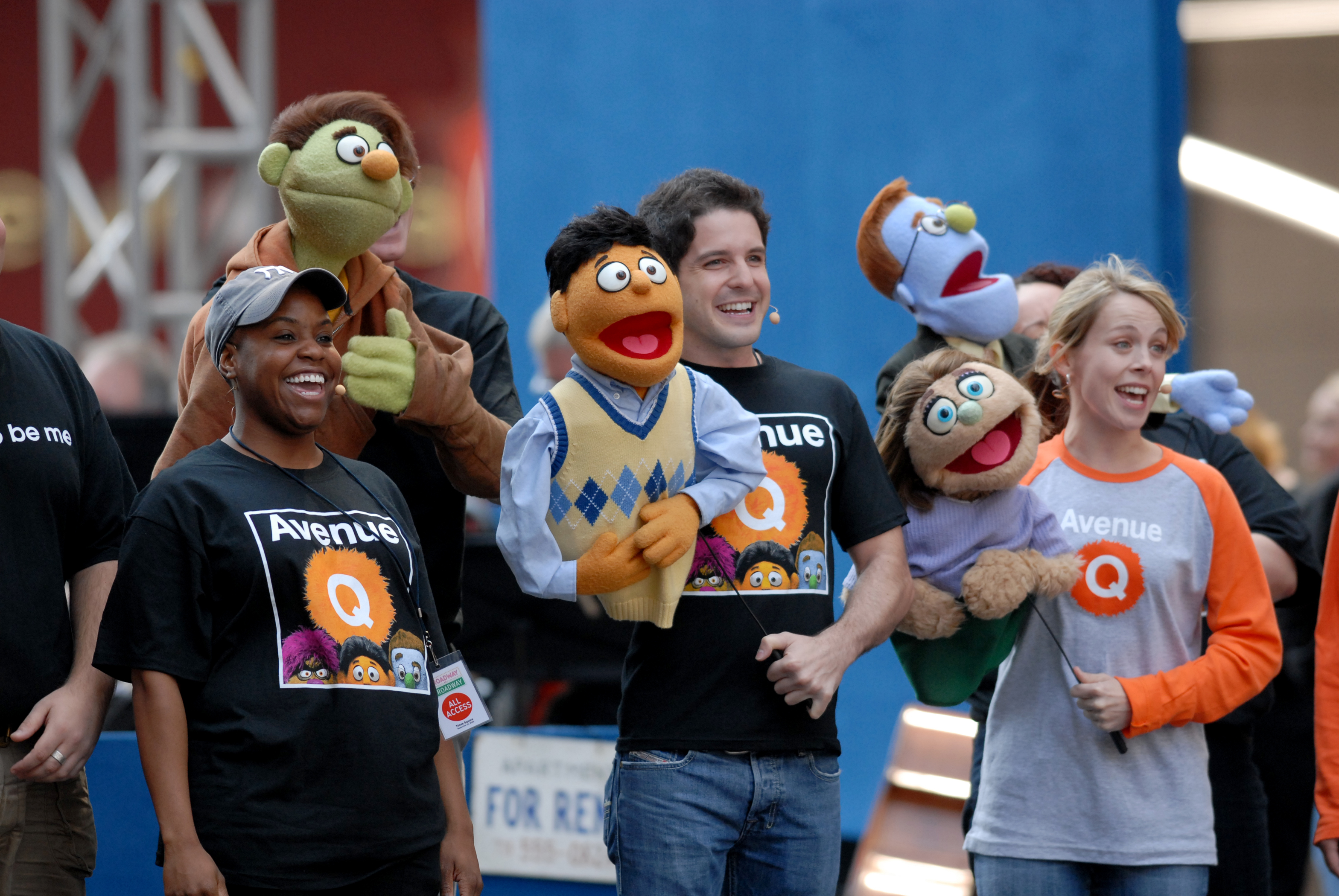
Die Darsteller von Avenue Q treten am Broadway on Broadway mit den Puppen auf.

Avenue Q ist ein Musical über die Bewohner der gleichnamigen, fiktiven Straße in New York City, das von 2003 bis 2009 erfolgreich am Broadway lief und mehrere Preise gewann. Musik und Liedtexte sind von Robert Lopez und Jeff Marx, das Buch von Jeff Whitty. Es startete 2003 zunächst off-Broadway im Vineyard Theatre. Aufgrund des großen Erfolges wurden die Spielzeiten mehrfach verlängert und schließlich wurde es Ende Juli 2003 an den Broadway ins Golden Theatre verlegt. Am 13. September 2009 wurde die letzte Show am Broadway aufgeführt. Avenue Q wurde jedoch nicht geschlossen, sondern ist in das off-Broadway-Theater New World Stages umgezogen, wo es bis 2019 zu sehen war.
Seit 2005 ist das Musical auch im Luxushotel Wynn Las Vegas zu sehen. Am 28. Juni 2006 feierte Avenue Q seine West-End-Premiere im Londoner Noël Coward Theatre. Die Show wurde für die Europapremiere dem europäischen Humor etwas angepasst. Im Laufe des Jahres 2007 entstanden weitere Spielstätten in Stockholm (Schweden), Helsinki (Finnland), Manila (Philippinen) und Tel Aviv (Israel). Die deutschsprachige Erstaufführung fand am 26. Februar 2011 am Theater St. Gallen statt. Die Erstaufführung in Deutschland fand am 19. April 2012 im Nationaltheater Mannheim statt. Vom 10. bis 24. Juni 2012 war das Stück in einer Inszenierung der Bayerischen Theaterakademie August Everding am Deutschen Theater München zu sehen. Aktuell läuft es am Theater Hagen sowie am Theater für Niedersachsen in Hildesheim. Ab 2017 finden Aufführungen im Theater Bielefeld statt und ab 2021 im Musiktheater im Revier in Gelsenkirchen. Am 22. Januar 2022 fand die österreichische Erstaufführung im Stadttheater Mödling statt.

## Die Handlung
Avenue Q handelt von einer Gruppe von Personen, die in der fiktiven „Avenue Q“ in einem der äußeren Bezirke New York Citys wohnen – die meisten Personen werden von Handpuppen dargestellt. Es sind so unterschiedliche Leute wie der arbeitslose Komiker Brian und seine Verlobte Christmas Eve, eine japanische Immigrantin und patientenlose Sozialtherapeutin; sowie die engagierte Kindergärtnerin Kate Monster, die sich nach einem Freund sehnt. Oder auch der seine Homosexualität verleugnende Rod und der unordentliche Nicky, die gemeinsam ein kleines Apartment bewohnen und sich ständig über dies und das streiten. Dann noch das zottelige Trekkie Monster, der Hausverwalter und ehemalige Kinderstar Gary Coleman (in den deutschsprachigen Versionen durch Daniel Küblböck, Agnetha Fältskog, Piero Esteriore, David Hasselhoff und durch Sebastian Kurz ersetzt) und schließlich Princeton.

### Erster Akt
Princeton, der gerade das College abgeschlossen hat, sucht nach einer Wohnung, ohne zu wissen, was das Leben ihm nun eigentlich bringen soll (What do you do with a B.A. in English?). Doch damit passt er recht gut in die Straße, in der eigentlich niemand mit seinem Leben zufrieden ist (It sucks to be me).
Beispielsweise wird Rod von seinem Zimmergenossen Nicky beim Lesen unterbrochen und als er sehr empfindlich und abweisend auf das Thema Homosexualität reagiert, versichert ihm Nicky, dass er ihn auch akzeptieren würde, wenn er schwul wäre (If you were gay).
Währenddessen erfährt Princeton, dass er gefeuert wurde, und benötigt nun eine neue Aufgabe im Leben. Eine Münze, die in seinem Geburtsjahr geprägt wurde, gibt ihm neue Hoffnung, seinen Lebenssinn zu finden (Purpose). Alle Einwohner der Avenue Q erzählen ihm vom Sinn ihres Lebens, einschließlich Kate, die eine Schule allein für Monster eröffnen will. Als Princeton sie fragt, ob sie und Trekkie Monster miteinander verwandt sind, reagiert sie sehr wütend und bezeichnet ihn als rassistisch. Nachdem er jedoch erwähnt, dass Kates Traum einer reinen Monsterschule ebenfalls andere ausschließt, erkennen bald alle, dass jeder ein klein wenig rassistisch ist (Everyone's a little bit racist).
Princeton trifft auf die „Bad Idea Bears“, zwei unschuldig aussehende, knuddelige Teddys, die die Leute dazu verführen, unvernünftige Dinge zu tun. Sie überzeugen ihn, sein Geld erst einmal in Bier zu investieren. Kate erhält einen Anruf ihrer Chefin, Mrs. Thistletwat, mit der Nachricht, dass Kate ihre Klasse am nächsten Morgen mit einem selbstgewählten Thema unterrichten soll. Ihre Vorfreude auf ihr Thema – das Internet – wird jedoch schnell ernüchtert, als Trekkie Monster und andere Männer der Avenue Q ihr verdeutlichen, dass das Internet prinzipiell nur für Pornos konzipiert wurde (The internet is for porn).
Am Abend besucht Princeton Kate, die sich nicht sicher ist, was er von ihr hält, und überreicht ihr eine selbst zusammengestellte Kassette, deren Inhalt Kate schließlich davon überzeugt, dass Princeton an ihr interessiert ist (Mix tape). Princeton lädt sie ins „Around the Clock Café“ ein, wo an diesem Abend nach Brians Eröffnung (I'm not wearing underwear today) eine neue Sängerin auftritt – Lucy the Slut (Special).

Kate lehnt es dort ab, etwas zu trinken, mit dem Gedanken an ihren Unterricht am nächsten Morgen, doch die Bad Idea Bears verführen sie dennoch zu einigen Trinkspielen. Als sie kurz nicht da ist, nähert sich Lucy Princeton und meint, wenn er einmal bereit ist für eine richtige Frau, sei sie da. Später bringen die Bad Idea Bears Kate und Princeton schließlich dazu, gemeinsam nach Hause zu gehen und Sex zu haben. Trotz Beschwerden der Nachbarn unterbricht Gary Coleman sie nicht (You can be as loud as the hell you want [when you're making love]).
Der schlaflose Rod hört Nicky im Schlaf über seine Zuneigung zu ihm reden und ist ganz begeistert davon. Ebenso wie Kate, die unglaublich glücklich darüber ist, dass Princeton, neben ihr im Bett liegend, ihr seine Münze gibt, um ihr zu zeigen, wie viel sie ihm bedeutet (Fantasies come true). Rod bemerkt jedoch später, dass er es war, der geträumt und im Schlaf gesprochen hat.
Am nächsten Morgen wird Kate von Mrs. Thistletwats Anruf geweckt, die wütend ist, da Kate ihren Unterricht verschlafen hat. Als sie alle Monster als faul bezeichnet, kündigt Kate.
Princeton und Kate, nunmehr ein Paar, gehen gemeinsam zu Brians und Christmas Eves Hochzeit, auf welcher alle Besucher Nicky fragen, ob Rod schwul sei. Er bejaht dies, woraufhin Rod alles abstreitet und behauptet, sie hätten lediglich seine Freundin, die in Kanada lebt, noch nicht getroffen (My girlfriend who lives in Canada), und Nicky aus ihrer gemeinsamen Wohnung wirft.
Während der Hochzeit kommen in Princeton Bindungsängste hoch, woraufhin er sich von Kate trennt und sie bittet, Freunde zu bleiben. Sie lehnt enttäuscht ab (There's a fine fine line [between love and a waste of time]).

### Zweiter Akt
Zwei Wochen später sitzt Princeton in seiner Wohnung – zweifelnd, allein, arbeitslos und nach wie vor ohne Lebenssinn (It sucks to be me reprise). Trotz des Vorschlags der Bad Idea Bears, sich aufzuhängen, lässt er sich von Brian und dem Rest der Nachbarn wieder nach draußen bringen (There is life outside your apartment).
Princeton entscheidet sich, Lucy the Slut (deutsch: Schlampe) mit zu sich nach Hause zu nehmen. Christmas Eve erklärt der eifersüchtigen Kate, dass sie nur wütend ist, weil sie Princeton liebt (The more you ruv someone). Daraufhin will Kate ihn einladen, sie auf dem Dach des Empire State Buildings zu treffen. Da er gerade duscht, hinterlässt sie einen Brief, den Lucy zerstört.
Nicky hat seit seinem Rauswurf bei jedem der Nachbarn gewohnt, wurde aufgrund seiner Schlampigkeit jedoch überall wieder auf die Straße gesetzt. Als er schließlich betteln muss, meint Gary Coleman, auch solch jämmerliche Kreaturen täten etwas Gutes für die Gesellschaft („Schadenfreude“).
Kate, wütend dass Princeton sie augenscheinlich versetzt hat, wirft seine Münze vom Dach des Empire State Buildings. Unterdessen ist Princeton auf der Suche nach Lucy, die ohne ein weiteres Wort einfach verschwunden war, und findet sie am Fuß des Empire State Buildings, wo sie vom heruntergeworfenen Penny getroffen und ins Koma versetzt wird.
Auch im Krankenhaus schaffen es Kate und Princeton nicht, seine Bindungsängste zu überwinden. Nicky ist nach wie vor obdachlos und jeder von ihnen wünscht sich, in glücklichere, alte Zeiten zurückkehren zu können (I wish I could go back to college).
Der bettelnde Nicky bringt Princeton auf die Idee, auch mal an andere Menschen zu denken. Inspiriert beschließt er, Geld für Kates Monsterschule zu sammeln, während Nicky sich entschließt, einen Freund für Rod zu suchen. Alle Nachbarn tragen nunmehr Geld zusammen, doch leider nicht viel (The money song). Als Trekkie Monster allerdings erfährt, wofür das Geld gebraucht wird, und sich an seine grauenvolle Schulzeit erinnert, spendet er kurzerhand 10 Millionen Dollar, die er durch Internetpornografie verdient hat (School for Monsters).
Da Brian endlich einen neuen Job und Christmas Eve – mit Rod – einen festen Kunden hat, beschließen sie, aus der Avenue Q auszuziehen. Zu niemandes Überraschung verkündet Rod, dass er schwul sei, und Nicky wieder bei sich einziehen lassen will. Dieser hat mittlerweile einen Freund für Rod gefunden, Ricky, ein muskulöseres Ebenbild Nickys. Unterdessen haben die Bad Idea Bears Scientology gegründet und Lucy hat sich wieder erholt, um Christin zu werden. Kate ist begeistert von ihrer neuen Schule und Princeton bittet sie um eine zweite Chance, sie benötigt allerdings einen Tag Bedenkzeit (There's a fine fine line [reprise]).
Ein neuer Bewohner, frisch aus dem College (What do you do with a B.A. in English? [reprise]), kommt in die Straße, um sich Brians und Christmas Eves Wohnung anzusehen, und Princeton hat eine Eingebung: Er muss alles, was er gelernt hat, in eine Show stecken. Jeder lehnt die Idee ab, der Neue will seine Ratschläge nicht und Princeton befürchtet, nie seinen Lebenssinn zu finden. Doch die anderen ermutigen ihn: Auch wenn das Leben im Moment vielleicht schlecht aussieht – alles im Leben besitzt nur für den Augenblick Gültigkeit ([Everything in life is only] For now).

## Die Musik

### Titelliste
| Erster Akt - „Avenue Q Theme“ – Company - „What Do You Do with a B.A. in English?“ – Princeton - „It Sucks to Be Me“ – Brian, Kate Monster, Rod, Nicky, Christmas Eve, Princeton & Gary Coleman - „If You Were Gay“ – Nicky & Rod - „Purpose“ – Princeton & Company - „Everyone's a Little Bit Racist“ – Princeton, Kate Monster, Gary Coleman, Brian & Christmas Eve - „The Internet Is for Porn“ – Kate Monster, Trekkie Monster, Brian, Gary Coleman, Rod & Princeton - „Mixtape“ – Kate Monster - „I'm Not Wearing Underwear Today“ – Brian - „Special“ – Lucy the Slut - „You Can Be as Loud as the Hell You Want (When You're Makin' Love)“ – Gary Coleman, Bad Idea Bears, Princeton, Kate Monster & Company - „Fantasies Come True“ – Rod, Kate Monster, Nicky & Princeton - „My Girlfriend, Who Lives in Canada“ – Rod - „There's a Fine, Fine Line“ – Kate Monster | Zweiter Akt - „It Sucks to Be Me (Reprise)“ – Princeton - „There Is Life Outside Your Apartment“ – Brian, Princeton, Christmas Eve, Gary Coleman, Nicky, Trekkie Monster, Lucy the Slut & Company - „The More You Ruv Someone“ – Christmas Eve & Kate Monster - „Schadenfreude“ – Gary Coleman & Nicky - „I Wish I Could Go Back to College“ – Kate Monster, Nicky & Princeton - „The Money Song“ – Nicky, Princeton, Gary Coleman, Brian & Christmas Eve - „School for Monsters“ – Trekkie Monster & Company - „The Money Song (Reprise)“ – Trekkie Monster & Company - „There's a Fine, Fine Line (Reprise)“ – Princeton & Kate Monster - „What Do You Do With a B.A. in English? (Reprise)“ – Newcomer - „For Now“ – Kate Monster, Brian, Gary Coleman, Nicky, Rod, Christmas Eve, Trekkie Monster, Lucy the Slut, The Bad Idea Bears, Princeton & Company |

### Instrumentierung
Das Musical ist besetzt mit Bass (akustisch und elektrisch), Schlagzeug/Percussion (Schlagzeug, Schellenbaum, Bongos, China-Becken, Kuhglocke, Eierschüttler, Fingerbecken, Eisglocke, Markierungsbaum, Ratsche, Sirenenpfeife, Slide Whistle, Tamburin, Tempelblöcke, Triangel, Vibraslap und Holzblock), Gitarren (akustisch, elektrisch und Banjo), Bläsern (B-Klarinette, Altsaxophon, Flöte) und zwei elektronischen Keyboards.

### Andere Avenue Q-Songs
Neun weitere Songs wurden für Avenue Q oder damit verbundene Werbemaßnahmen geschrieben, sind aber nicht Teil der ursprünglichen Broadway-Produktion.
„Tear It Up and Throw It Away“: Ursprünglich zu Beginn des ersten Akts, zwischen „What Do You Do with a BA in English?“ und „If You Were Gay“; Kate wird zur Geschworenenvernehmung einberufen, und Nicky rät ihr, die Vorladung zu ignorieren und so zu tun, als sei sie in der Post verloren gegangen. („Ihre Bürgerpflicht? Wen interessiert das?“) Kate zerreißt die Vorladung und erhält einen Strafzettel wegen Umweltverschmutzung. Die Nummer wurde während der Off-Broadway-Proben gestrichen, weil sie für die Handlung nicht relevant war und weil es laut Stephanie D'Abruzzo keine vernünftige Möglichkeit gab, die Papierfetzen zu entsorgen, die während des gesamten ersten Akts auf der Bühne blieben. Der Schnitt kam so spät, dass frühe Werbematerialien Verweise auf das Lied enthielten, und seine Hauptmelodie ist als Untermalung des Dialogs in „The Money Song“ auf der Originalaufnahme der Besetzung zu hören. Der Song war auf einer CD enthalten, die dem Original-Programmheft beilag, aber nicht auf der Originalaufnahme der Besetzung. Ein Original-Audioclip ist auf YouTube verfügbar.
„Zeit“: Ursprünglich in einer Sequenz, in der Nicky seine Zeit auf der Toilette genießt, während Rod ihn bittet, fertig zu werden, damit er auf die Toilette gehen kann, und im weiteren Verlauf des Liedes immer verzweifelter wird. Schließlich beschließt Rod, die Starbucks-Toilette aufzusuchen, doch Nicky hört ihn und bittet ihn, mitzukommen. Der Song wurde während des Entwicklungsprozesses herausgeschnitten, aber für ein Video, das für die Londoner Produktion erstellt wurde, wiederbelebt. Dieses Video wurde ursprünglich in der Pause, kurz vor dem zweiten Akt, auf den Videoleinwänden auf der Bühne gezeigt. Nicky (Simon Lipkin) sitzt in der Pause auf der Toilette in der Herrentoilette des Theaters und singt über all die „Hausarbeiten“, die er zwischen den Akten erledigt. Mehrere Zuschauer, die darauf warten, die Toilette zu benutzen, werden zunehmend genervt. Der britische Komiker Matt Lucas hat eine Cameo-Rolle. Das Lied wurde bei den ersten Vorpremieren aus nicht näher genannten Gründen herausgeschnitten, blieb aber auf der CD, die der Souvenirbroschüre beilag, und wurde bei der letzten West-End-Vorstellung am 30. Oktober 2010 gezeigt.
Rods Dilemma: Dieser Song wurde für Tony-Award-Wähler geschrieben und parodiert den Wettbewerb von Avenue Q um den Tony für das beste Musical 2004 sowie das gesamte Tony-Wahlverfahren. Bei den Präsidentschaftswahlen des Rotary Clubs kann sich Rod nicht entscheiden, ob er für den Jungen, in den er verknallt ist (symbolisch für den Jungen aus Oz), einen reichen Mann (Wicked) oder eine alte Freundin (Caroline, or Change) stimmen soll. Die Nachbarn raten ihm davon ab, „für deine Freunde zu stimmen, denn sie sagen, du sollst für den Kandidaten stimmen, den du für gut hältst.“ Das Lied war Teil der erfolgreichen Tony-Award-Kampagne der Produktion mit dem Titel „Q '04 Now! Vote Your Heart!“
It Sucks to Be Me (Reprise): Dieses Lied wird von Princeton unmittelbar nach Beginn des zweiten Aktes gesungen. Er war nicht Teil der Original-Show oder der Original-Aufnahme der Besetzung. Der Song wurde zuerst der Las-Vegas-Produktion hinzugefügt und wurde später Teil der aktuellen Off-Broadway-Show und anderer inoffizieller Produktionen.
Nur in Vegas: Diese Parodie auf Las Vegas-Showmelodien wurde geschrieben, um die Las Vegas-Produktion zu bewerben. Rick Lyon bediente darin eine Steve Wynn-Puppe, die den Darstellern von Avenue Q erzählte, wie glücklich sie in Las Vegas sein würden. Der Song wurde in der Fernsehsendung Regis und Kelly und bei einigen Presse- und Medienveranstaltungen aufgeführt.
Rods Christmas: Zu finden auf der CD Broadway's Greatest Gifts: Carols for a Cure, Vol. 5: Rod tritt im „Don't Tell Daddy's Cabaret and Night Club“ auf (eine Parodie auf die New Yorker Pianobar Don't Tell Mama, die nach einem Lied aus dem Musical Cabaret benannt ist). Rod singt, dass Weihnachten die Zeit des Jahres ist, in der er seine beiden großen Lieben, „Weihnachtslieder und Showsongs“, miteinander verbinden kann.
The Holi-Daze: Zu finden auf der CD Broadway's Greatest Gifts: Carols for a Cure, Vol. 8. Geschrieben von Michael Patrick Walker und Phoebe Kreutz (die beide an den Broadway- und Off-Broadway-Produktionen von Avenue Q mitgewirkt haben), singen die Mitglieder des Ensembles darüber, wie sie mit dem Stress und den Problemen der Weihnachtszeit umgehen. In dem Lied kommen keine Charaktere aus der Show vor, es wurde jedoch von mehreren Mitgliedern der Originalbesetzung und der Band von Avenue Q aufgenommen und trug den Untertitel „Drinkin' Our Way Through the Holidays“.

## Die Puppen

### Entwicklung der Puppen
Die Puppen von Avenue Q, die bis zu 10.000 Dollar pro Stück kosten und bis zu 120 Stunden Handarbeit pro Figur erfordern, wurden von Rick Lyon, einem Mitglied der Originalbesetzung, entworfen und gebaut. Lyons Firma, The Lyon Puppets, baute und wartete die Puppen, die in allen nordamerikanischen Produktionen und in mehreren internationalen Produktionen verwendet wurden, darunter die aus Großbritannien, Australien, Mexiko, Argentinien und Brasilien, während sie den Bau der Puppen für die finnischen und schwedischen Produktionen überwachte. Die ungewöhnlich robuste Konstruktion mit Doppelnähten, verstärkten Nähten, Stahlknochen und speziell angefertigten Kunstpelzen und Federn ist aufgrund der strengen Anforderungen eines Aufführungsplans mit acht Vorstellungen pro Woche erforderlich.

### Puppen als Charaktere
- Ein Großteil der Charaktere aus Avenue Q wird nicht von Menschen verkörpert, sondern durch Puppen dargestellt, die von den Schauspielern geführt und gesprochen werden. Diese Puppencharaktere sind Princeton, Kate, Rod, Nicky, Trekkie, Lucy, Mrs. Thistletwat und die Bad Idea Bears. Gary, Brian und Christmas Eve hingegen werden „nur“ von Menschen dargestellt.
- Spricht ein Nicht-Puppencharakter mit einem Puppencharakter, wird er immer in das Gesicht der Puppe sehen, nicht in das des Schauspielers, der sie führt.
- In der Originalversion ist es vorgesehen, dass ein Schauspieler mehrere Rollen übernimmt, so werden Kate und Lucy, Princeton und Rod, Trekkie und Nicky, sowie Mrs. Thistletwat und einer der Bad Idea Bears vom jeweils gleichen Darsteller gespielt. Ebenso kommt es vor, dass ein Schauspieler einen Charakter spricht, obwohl ein anderer Schauspieler die Puppe bewegt. Dies gilt nicht zwangsläufig für alle Inszenierungen des Stücks.

## Die Anspielungen
- Die Puppen, die singenden Charaktere und eingespielte Videoclips zeigen gewisse Parallelen zur Sesamstraße und zur Muppetshow auf, was nicht sonderlich überrascht. Schließlich arbeitete Jeff Marx zuvor für die Sesamstraße, ebenso wie einige Darsteller der New Yorker Originalbesetzung. Nicht nur äußerlich besteht zwischen den Puppen eine gewisse Ähnlichkeit. So sind beispielsweise die Parallelen der WG-Bewohner Nicky und Rod zu Ernie und Bert unverkennbar, während Trekkie Monster an das Krümelmonster erinnert.
- Gary Coleman, in Avenue Q der „Superintendent“, eine Art Hausmeister selbiger Straße, ist in der Tat ein ehemaliger Kinderstar. Er spielte „Arnold“ in der Fernsehserie Diff'rent Strokes, wo er besonders durch den wiederkehrenden Satz „What'chu talkin' 'bout, Willis?“ bekannt wurde. Nach Absetzung der Serie nahm seine Karriere allerdings einen steilen Abstieg. Die reale Person Gary Coleman hat jedoch nichts mit dem Musical zu tun und darüber ihr Missfallen geäußert. In der deutschsprachigen Erstaufführung in St. Gallen wird Gary Coleman durch "Piero Esteriore" bzw. David Hasselhoff, in der in Mannheim und Hildesheim gezeigten Fassung durch "Daniel Küblböck"[13], dann in Hagen  durch Agnetha Fältskog und in Mödling/Wien durch Sebastian Kurz, ersetzt.
- Avenue Q parodiert sowohl Musicalgenres und Kompositionsstile, als auch einzelne Musicals. Christmas Eves Ballade „The more you ruv someone“ („ruv“ statt „love“, da sie als Japanerin klischeegerecht R und L vertauscht) beispielsweise parodiert einerseits die pathetische, emotionsgeladene Frauenballade als Songtyp, andererseits auch gezielt den Song „I have a love“ aus der West Side Story.

### Zielgruppe
- Avenue Q wird häufig als ein „Musical für Erwachsene“ bezeichnet. Trotz der niedlich aussehenden Puppen beschäftigt sich die Handlung mit Problemen der Erwachsenenwelt – Homosexualität, Rassismus, Pornografie, Obdachlosigkeit, Perspektivlosigkeit, Sex und menschliche Schwächen gehören zu den Themen, die Avenue Q anspricht.
- Die Show nimmt kein Blatt vor den Mund und versucht gar nicht erst, konform zu sein. Beispielsweise werden auch Puppen beim Sex gezeigt.
- Nicht umsonst tragen alle Werbeplakate, sowohl in den USA als auch in Großbritannien, den Parental Advisory Sticker.

### Schauplatz
Tatsächlich fest steht nur, dass das Geschehen in einem der äußeren Bezirke New York Citys spielt. Obwohl die Macher betonen, dass es sich bei der Avenue Q um eine fiktive Straße handelt und es keinen Bezug zu einem real existierenden Ort gibt, gibt es einige Theorien über die Herkunft des Namens.
- In Manhattan existieren tatsächlich die Avenues A, B, C und D, wobei Avenue A, die mitten im Zentrum Manhattans zu finden ist, das teuerste Pflaster ist. Bei der Avenue Q könnte es sich also um die mögliche Weiterführung dieser Reihe handeln – irgendwo weit vom Stadtkern entfernt, mit Mieten, die sich auch ein Collegeabsolvent leisten kann.

Liniensignet der U-Bahn-Linie Q von 1988 bis 2001, mittlerweile ist sie gelb

- Auch in Brooklyn findet man alphabetisch bezeichnete Straßen, Avenue A, B, C usw., mit einigen Ausnahmen bis hin zu Avenue Z. Interessanterweise ist eine dieser Ausnahmen Avenue Q. Die Straße zwischen Avenue P und R trägt den Namen Quentin Road und die U-Bahnlinie, die durch dieses Gebiet geführt wird, ist die Linie Q, die lange Zeit in einem orangefarbenen Kreis, ähnlich dem Avenue-Q-Logo, dargestellt wurde.

### Sonstiges
- Am populärsten im internationalen Raum – offensichtlich durch seine Thematik – ist der Song „The internet is for porn“, der bereits separat vom Musical durch Internettauschbörsen Bekanntheit erlangt hat.
- Für alle englischsprechenden Zuschauer gibt der Song „Schadenfreude“ Auskunft, was dieses deutsche Wort, im Original ein Germanismus, zu bedeuten hat.

## Welt-Premieren
Das Musical feierte seine Off-Broadway-Premiere 2003 im Vineyard Theatre in New York (USA), das vom Vineyard Theatre und The New Group koproduziert wurde. Im Juli desselben Jahres zog die Show in das John Golden Theatre am Broadway um, wo sie bis 2009 lief und über 2.500 Mal aufgeführt wurde.
Die spanische Uraufführung fand am 23. September 2010 im Teatro Nuevo Apolo in Madrid statt. Seit dem 14. Januar 2011 im Teatro Nuevo Alcalá.
In Argentinien wurde das Musical im September 2010 im Teatro La Plaza, Saal Pablo Neruda, zum ersten Mal aufgeführt und im November 2011 im Teatro Maipo wiederholt.
In Peru wurde das Musical 2012 von der Firma Primer Nivel Entertainment und unter der Gesamtleitung von Henry Gurmendi produziert und uraufgeführt.
Die erste französische Aufführung der ersten Saison von Avenue Q fand vom 7. Februar bis zum 26. Mai 2012 in Paris im Bobino-Theater in einer Originalinszenierung von Dominique Guillo statt.

## Auszeichnungen

### Broadwayproduktion
- Tony Award für das Beste Musical
- Tony Award für das Beste Buch zu einem Musical (Jeff Whitty)
- Tony Award für die Besten Kompositionen (Robert Lopez and Jeff Marx)
- nominiert für den Tony Award für die Beste Regie (Jason Moore)
- nominiert für den Tony Award für den Besten Hauptdarsteller in einem Musical (John Tartaglia)
- nominiert für den Tony Award für die Beste Hauptdarstellerin in einem Musical (Stephanie D'Abruzzo)
- nominiert für den Drama Desk Award für das Beste Musical
- nominiert für den Drama Desk Award für das Beste Buch zu einem Musical
- nominiert für den Drama Desk Award für die Beste Hauptdarstellerin in einem Musical
- nominiert für den Drama Desk Award für die Besten Kompositionen
- nominiert für den Drama Desk Award für die Beste Musik
- nominiert für den Grammy Award für den Besten Musicalsoundtrack

### Londonproduktion
- Variety Club Showbiz Theatre Award 2006